# 갈색사다새
갈색사다새 또는 갈색펠리컨(Brown Pelican, 학명 : Pelecanus occidentalis)은 사다새목, 사다새과에 속하는 육식 조류이다. 신북구, 신열대구에 서식한다.

## 특징
이름 그대로 온몸이 갈색 깃털에 싸여 있으며, 이는 흰색 또는 밝은 회색이 많은 펠리컨 중에서도 이례적이다. 머리에서 목부분의 색깔은 흰색, 회색, 눈 주위에 피부가 노출되어 있다. 부리가 검은 회색이며, 번식기에는 머리 부분에 노란색 깃털이 생기고, 경추 쪽 목깃털 아래가 짙은 적갈색이 된다. 길이는 115 ~ 130 cm 정도로 펠리컨 중에서는 가장 작다.

## 생태
바다 위를 줄지어 날고, 물고기의 무리를 발견하면 공중에서 물속으로 뛰어들어 물고기를 잡는다. 이러한 역동적인 방법으로 고기를 잡는 펠리컨은 이 종을 포함하여 2종만 있다. 지역에 따라서는 어부가 놓치거나 버리는 고기를 얻기 위해 어선 등에 따라 다니기도 하고, 항구에 정착하여 인간에게 먹이를 구걸하는 개체도 있다. 번식기는 일정하지 않다.

## 기타
서울대공원이 창경원 시절에 사육한 조류인데, 당시는 큰물새장 완공 전이어서 좁은 개별 사육장에 있었다.

## 같이 보기
- 사다새

## 사진

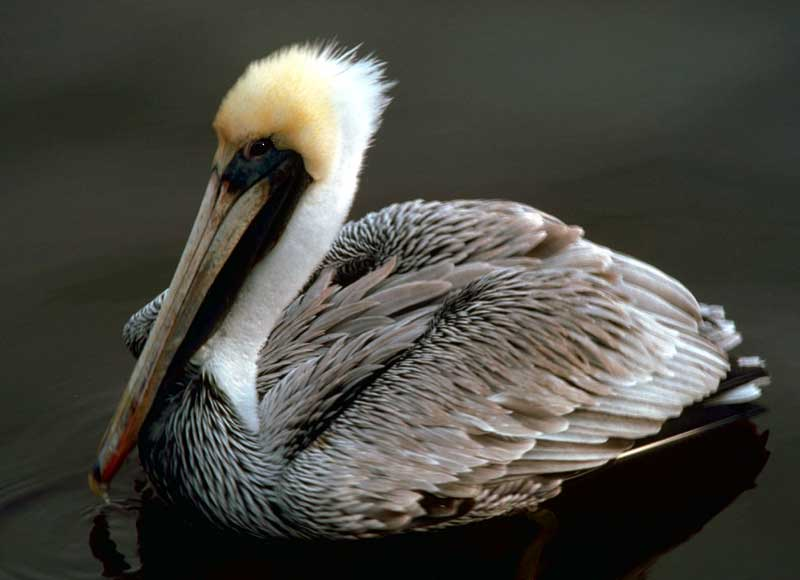
갈색펠리컨
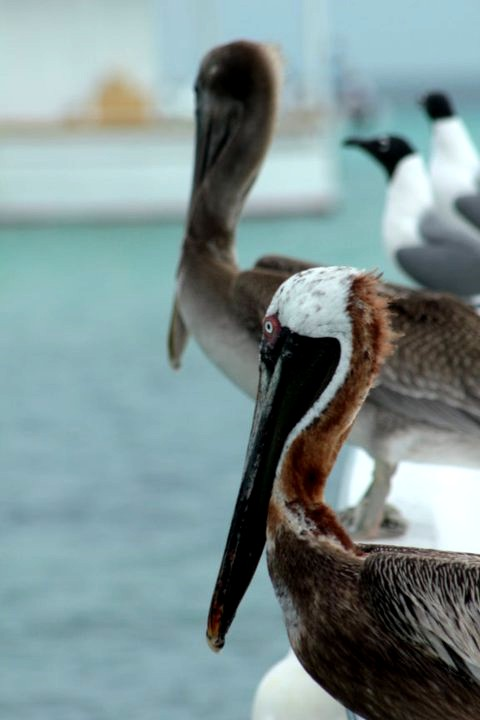
Pelecanus occidentalis